# Merzhausen (Usingen)
Merzhausen is een plaats in de Duitse gemeente Usingen, deelstaat Hessen, en telt 940 inwoners.